# Vérjniaya Stávropolka
Vérjniaya Stávropolka (del ruso: Верхняя Ставрополька) es un jútor del raión de Krymsk del krai de Krasnodar, en Rusia. Está situado en las vertientes septentrionales del extremo de poniente del Cáucaso Occidental, en una zona de montañas boscosas, a orillas de un pequeño arroyo afluente del Adagum, de la cuenca del Kubán, 8 km al sureste de Krymsk y 78 km al oeste de Krasnodar. Tenía 133 habitantes en 2010
Pertenece al municipio Prigoródnoye.